# Área de Relevante Interesse Ecológico Floresta da Cicuta
A Área de Relevante Interesse Ecológico Floresta da Cicuta está localizada na região sul do estado do Rio de Janeiro. O bioma predominante é o da Mata Atlântica.
A região da Floresta da Cicuta possui uma relação histórica de interação com a sociedade local. Possui vegetação de Mata Atlântica e tem este nome em razão de uma espécie de flora muito comum na região, a Lymnobium laevigatum, erroneamente chamada de "cicuta" pelos habitantes locais. A Floresta da Cicuta é um patrimônio ambiental de Volta Redonda não apenas no que se refere à sua diversidade, mas também em razão do caráter imaterial para todos os cidadãos. "Trata-se do pulmão verde da cidade em meio a tanta poluição, e constitui uma área histórica de interação e lazer dos moradores.", ressaltam os procuradores.
A criação da ARIE se deu em 1985, pelo Decreto 90.792, com o objetivo de proteger a espécie Phrynopps hogei, nome científico dado ao "cágado de Hogei", animal ameaçado de extinção e endêmico da bacio do Rio Paraíba do Sul. Logo em seguida, foi aprovada a Lei Municipal de Volta Redonda nº 2016/1985, que criou o “Banco de Preservação Genética da Natureza de Volta Redonda”, destinado à perpetuação e fomento do reflorestamento do município com espécies naturais da região.
A Floresta da Cicuta exerce importante papel na proteção aos Córregos Brandão e Cachoeirinha, uma vez que a vegetação marginal atua como filtro natural das águas desses corpos hídricos, sendo o Brandão um dos principais afluentes do Rio Paraíba do Sul na área, e um dos rios que vêm sofrendo gravemente os efeitos da crise hídrica. A proteção da floresta envolve toda a sociedade e universidades como UFRJ, UERJ e USP desenvolvem pesquisas científicas na região. Além disso, diversos projetos de educação ambiental são desenvolvidos pela gestão local do ICMBio.

## O Cágado-de-hogei ou Cágado-do-Paraíba (Mesoclemmys hogei)
O Mesoclemmys hogei é endêmico do Brasil, e ocorre no bioma Mata Atlântica, na bacia do rio Paraíba do Sul, nos estados do Rio de Janeiro e sul de Minas Gerais, até o rio Itapemirim, nas regiões costeiras do estado do Espírito Santo. 
Sua extensão de ocorrência calculada é de 32.012,32 km². 
O estado de conservação foi definido a partir do conhecimento acumulado sobre a espécie no rio Carangola, em Minas Gerais. Nessa sub-bacia, houve redução da área de ocupação da espécie, passando de aproximadamente 40 km para 15 km de extensão linear (c). Estimativas da tendência populacional entre 1992-2010 indicam que esta subpopulação sofreu acentuada redução populacional, em média, 16,2% ao ano (A4). Nenhuma ação de conservação foi implementada, de modo que essa tendência deve ser mantida, o que gera a previsão de que, em aproximadamente sete anos, a subpopulação do cágado-de-hogei esteja localmente extinta.
Apesar dos estudos sobre a espécie serem escassos, na maior parte da sua área de distribuição, suspeita-se que a situação observada no rio Carangola (b) se estenda para toda população da espécie na bacia hidrográfica do rio Paraíba do Sul, que é considerada uma das mais degradadas no Brasil, devido, especialmente, ao desmatamento, forte expansão demográfica e ao intenso, diversificado e desordenado desenvolvimento econômico ocorrido no último século. 
Deste modo, pode-se estimar que a redução da população como um todo chegue a 80% num futuro próximo. Por essas razões, o Mesoclemmys hogei foi categorizado como "Criticamente em perigo" (CR) pelo critério A4bc.
É uma espécie típica da bacia do rio Paraíba do Sul. Apresenta cabeça relativamente estreita, sem marcas, uniformemente marrom na parte dorsal e clara em sua parte ventral, com uma linha bem definida que se estende da borda da maxila até o tímpano; carapaça lisa, sem quilha ou sinal marginal na parte superior; e plastrão amarelo ou com manchas cinzentas irregulares. A região inferior das partes moles apresenta uma singular coloração róseo-alaranjada sobre um fundo de cor creme claro. Possui hábitos aquáticos. 
As fêmeas adultas são maiores que os machos, tanto no que diz respeito ao comprimento da carapaça quanto ao peso. O comprimento médio é de 27 cm de carapaça, podendo atingir 38 cm. O maior peso encontrado foi de 3,5 kg. Onívora, desloca-se apenas de 3 a 15 m por dia. O período de desova está associado ao final dos meses chuvosos. O período de incubação dos ovos é superior a seis meses, de modo que o nascimento dos filhotes coincida com o início do período chuvoso. Verificou-se o número de sete ovas para cada fêmea. Os filhotes parecem utilizar os pequenos corpos d’água (DRUMMOND; MOLINA, 2008).  
O cágado-do-Paraíba (Mesoclemmys hogei) é a única espécie de quelônio dulcícola que consta da Lista da Fauna Brasileira Ameaçada de Extinção e, segundo a IUCN, é uma das 25 espécies de quelônios mais ameaçados do planeta. Sua distribuição relaciona-se às áreas baixas da bacia do rio Paraíba do Sul e bacia do rio Itapemirim, no Espirito Santo. Em Minas Gerais, a bacia do rio Carangola constitui a única sub-bacia do Paraíba do Sul com registros de ocorrência da espécie, que vem sendo estudada desde o início da década de 1990. 
Nos últimos quatro anos, outras localidades da bacia do Paraíba do sul também vêm sendo investigadas sobre a ocorrência e o status populacional de M. hogei, como o, no Domínio das Ilhas Fluviais do rio Paraíba do Sul no município fluminense de Itaocara e no rio Pomba, em Santo Antônio de Pádua também no Rio de Janeiro. A captura dos animais é realizada utilizando-se redes de captura, denominadas “Fike-nets”, distribuídas ao longo do rio Carangola. Os municípios onde são realizadas as coletas são Orizânia, Divino, Carangola, Faria Lemos e Tombos no estado de Minas Gerais, e Porciúncula e Natividade no estado do Rio de Janeiro. 
A análise dos parâmetros populacionais é feita aplicando o método de Marcação e Recaptura. Para a avaliação da estrutura de tamanho/etária e da razão sexual da população são registrados os seguintes dados morfométricos: comprimento total, largura e altura da carapaça; comprimento do plastrão, peso e sexo dos indivíduos. Todos os indivíduos capturados recebem dois tipos de marcas de identificação: etiquetas numeradas e uma combinação única de cortes na carapaça. 
Depois de marcados, todos os indivíduos são devolvidos ao rio, registrando também sua localização geográfica. A aplicação do método de Marcação e Recaptura permite gear informações sobre o tamanho da população, sobre as taxas de sobrevivência e de crescimento e a área de vida dos animais. Estes estudos serão complementados com a utilização do método de radiotelemetria, que consiste na fixação de radiotransmissores em cágados coletados nos diferentes trechos do rio Carangola.